# Kontrast.at
Kontrast.at ist ein im Sommer 2016 gegründetes österreichisches Online-Magazin bzw. Blog und wird als owned media vom Sozialdemokratischen Parlamentsklub herausgegeben. Gegründet wurde es von den Klub-Mitarbeitern Gerald Demmel und Patricia Huber.
Kontrast.at befasst sich vor allem mit österreichischer und internationaler Politik und betrachtet nach eigenen Angaben „Gesellschaft, Staat und Wirtschaft von einem progressiven, emanzipatorischen Standpunkt aus“.
Die Redaktion besteht aus fünf Vollzeit-Mitarbeitern.

## Inhalte
Kontrast.at veröffentlicht Beiträge zu gesellschaftlichen, sozialen Themen aus den Kategorien Politik, Gesellschaft, Wirtschaft und Kultur. Daneben erscheinen Kolumnen, unter anderem vom Verfassungsjuristen Manfred Matzka, vom Kabarettisten Erwin Steinhauer, vom Cartoonisten Karl Berger und Gastbeiträge, beispielsweise von Paul Mason und Mariana Mazzucato.
Interviews gaben u. a. Thomas Brezina, Annika Brockschmidt, Silvia Federici, Claudia Kottal, Karl Merkatz, Adele Neuhauser, Peter Pilz, Katharina Rogenhofer, Lukas Resetarits, Manuel Rubey, Katharina Stemberger und Natascha Strobl.
Des Weiteren werden auf kontrast.at in unregelmäßigen Abständen Videos hochgeladen, darunter waren bisher Interviews mit dem Wirtschaftswissenschafter Stephan Schulmeister, mit der Autorin Christine Nöstlinger oder mit der Mitinitiatorin des zweiten Frauenvolksbegehrens, Schifteh Hashemi.

### Liste der COFAG-Beihilfen
Kontrast.at hat als erstes österreichisches Medium am 11. Mai 2021 im Artikel „42 Milliarden Euro: Wer die meisten Corona-Hilfsgelder in Österreich erhält – Die Liste der Hilfsgelder“ die Liste aller Förderungen der COVID-19 Finanzierungsagentur des Bundes GmbH (COFAG) mit Suchfunktion online gestellt. Es sind dies alle staatlichen Corona-Hilfen über 100.000 Euro, die nach EU-Beihilfenrecht veröffentlicht werden müssen.

## Rezeption
Die Plattform sieht sich laut ihrer Selbstdarstellung einem „kollaborativen Journalismus“ verpflichtet, unter Dossier werden Informationen in Zusammenarbeit mit der Leserschaft gesammelt. Jakob Winter konstatierte im Nachrichtenmagazin profil, dass Kontrast mit linkspopulistischen Schlagzeilen arbeite und die SPÖ dem „owned media“-Trend folge. Gerold Riedmann bezeichnet Kontrast als „Werbe-Webseite“, das wie ein Nachrichtenmedium aussehe, aber „doppeldeutige[n] Werbebotschaften“ auf Social-Media-Kanäle verbreite. Dem Politikanalysten und Publizisten Peter Plaikner zufolge entwickelt sich Kontrast „zusehends auch qualitativ als alternative Meinungsquelle für Mitte-links-Anhänger“.

## Verbreitung
Die Verbreitung der Inhalte erfolgt vor allem über Social Media. Auf Facebook hat Kontrast.at 176.000 Fans, auf Twitter folgen dem Portal 21.500 Menschen, auf Instagram 49.500, auf Youtube 5.400 sowie 11.500 auf TikTok und 625 auf Telegram. Bei der Anzahl der Shares auf Facebook lag Kontrast.at laut einer Erhebung der Agentur Spinnwerk vom August 2018 auf Platz 5 der österreichischen Online-Medien.
Artikel zu internationalen Themen werden auf den News Sharing Plattformen Pressenza in verschiedenen Sprachen und auf thebetter.news in englischer Sprache veröffentlicht.